# Chris Connolly
Chris Connolly (* 23. Juli 1987 in Duluth, Minnesota) ist ein ehemaliger US-amerikanischer Eishockeyspieler und -trainer, der in verschiedenen europäischen Ligen spielte, unter anderem für die Iserlohn Roosters in der Deutschen Eishockey Liga spielte.

## Karriere
Während seiner Zeit in der Highschool spielte Chris Connolly für die Eishockeymannschaft der Duluth Marshall School. 2005 wechselte er zu den Fargo-Moorhead Jets in die North American Hockey League, für die er bis 2007 spielte. In der Saison 2007/08 war Connolly für die Omaha Lancers in der United States Hockey League aktiv und konnte den Clark Cup gewinnen. Anschließend begann er ein Studium der Geschichtswissenschaft an der Boston University und spielte für das dortige Eishockeyteam. Mit den Terriers konnte er gleich in seinem ersten Jahr die Meisterschaft der Hockey East und anschließend der National Collegiate Athletic Association gewinnen. Von 2010 bis 2012 war Connolly Kapitän seiner Mannschaft.
Zur Saison 2012/13 unterschrieb er seinen ersten Profivertrag bei Tappara Tampere in der ersten finnischen Liga, der im April 2013 verlängert wurde. Dennoch wechselte Connolly im November 2013 zu den Iserlohn Roosters in die Deutsche Eishockey Liga. Dort konnte er überzeugen, entschied sich aber für die neue Saison zu einem Wechsel zu Leksands IF nach Schweden, da er dort die Möglichkeit bekam mit seinem Bruder Jack zusammenzuspielen. In der Svenska Hockeyligan konnten die beiden Brüder nicht überzeugen, sodass ihre Verträge bereits im Oktober 2014 wieder aufgelöst wurden. Während Jack Connolly zu Rögle BK wechselte, kehrte Chris Connolly zu den Iserlohn Roosters zurück. Mit den Roosters erreichte er erneut das Viertelfinale der Playoffs und verlängerte seinen Vertrag im Mai 2015 um ein Jahr. In der Saison 2015/16 konnte Connolly aufgrund einer Knieverletzung nicht an seine normale Leistungsfähigkeit anknüpfen und schied mit seinem Team zum dritten Mal in Folge im Viertelfinale aus. Im April 2016 gaben die Roosters bekannt, den Vertrag mit ihm nicht zu verlängern.
2016 wurde Chris Connolly Assistenztrainer des Frauen-Eishockeyteams der University of Minnesota Duluth. Kurz vor Beginn 2017/18 trat er von diesem Posten zurück, um zu seiner Familie nach Minneapolis–Saint Paul zu ziehen.

### International
Connolly spielte beim Deutschland Cup 2013 für die US-amerikanische Nationalmannschaft. In drei Spielen bereitete er drei Tore vor und konnte mit seiner Mannschaft das Turnier gewinnen.

## Erfolge und Auszeichnungen
| - 2008 Teilnahme am USHL All-Star Game - 2008 Clark-Cup-Gewinn mit den Omaha Lancers - 2009 Lamoriello-Trophy-Gewinn mit der Boston University - 2009 Hockey East All-Rookie Team | - 2009 NCAA-Division-I-Championship mit der Boston University - 2012 Hockey East Best Defensive Forward - 2012 Hockey East Second All-Star Team - 2012 Len Ceglarski Award |

## Karrierestatistik
(Legende zur Spielerstatistik: Sp oder GP = absolvierte Spiele; T oder G = erzielte Tore; V oder A = erzielte Assists; Pkt oder Pts = erzielte Scorerpunkte; SM oder PIM = erhaltene Strafminuten; +/− = Plus/Minus-Bilanz; PP = erzielte Überzahltore; SH = erzielte Unterzahltore; GW = erzielte Siegtore; 1 Play-downs/Relegation; Kursiv: Statistik nicht vollständig)